# مرداب آرام
مرداب آرام نام یک کتاب ادبی است که توسط ایوان تورگنیف، نویسندهٔ اهل روسیه نوشته شده‌است.